# Iasmin Latovlevici
Iasmin Latovlevici (Moldova Nouă, 11 maggio 1986) è un ex calciatore rumeno, di ruolo difensore.

## Carriera
Esordisce in nazionale l'8 giugno 2011 contro il Brasile in amichevole.

## Statistiche

### Presenze e reti nei club
Statistiche aggiornate al 25 gennaio 2021.
| Stagione        | Squadra         | Campionato      | Campionato | Campionato | Coppe nazionali | Coppe nazionali | Coppe nazionali | Coppe continentali | Coppe continentali | Coppe continentali | Altre coppe | Altre coppe | Altre coppe | Totale | Totale |
| Stagione        | Squadra         | Comp            | Pres       | Reti       | Comp            | Pres            | Reti            | Comp               | Pres               | Reti               | Comp        | Pres        | Reti        | Pres   | Reti   |
| --------------- | --------------- | --------------- | ---------- | ---------- | --------------- | --------------- | --------------- | ------------------ | ------------------ | ------------------ | ----------- | ----------- | ----------- | ------ | ------ |
| 2020-2021       | CFR Cluj        | Liga I          | 2          | 0          | CR              | 1               | 0               | UCL+UEL            | 0+1                | 0                  | -           | -           | -           | 4      | 0      |
| Totale carriera | Totale carriera | Totale carriera | 2          | 0          |                 | 1               | 0               |                    | 1                  | 0                  |             | -           | -           | 4      | 0      |

### Cronologia presenze e reti in nazionale
| Cronologia completa delle presenze e delle reti in nazionale ― Romania | Cronologia completa delle presenze e delle reti in nazionale ― Romania | Cronologia completa delle presenze e delle reti in nazionale ― Romania | Cronologia completa delle presenze e delle reti in nazionale ― Romania | Cronologia completa delle presenze e delle reti in nazionale ― Romania | Cronologia completa delle presenze e delle reti in nazionale ― Romania | Cronologia completa delle presenze e delle reti in nazionale ― Romania | Cronologia completa delle presenze e delle reti in nazionale ― Romania |
| Data                                                                   | Città                                                                  | In casa                                                                | Risultato                                                              | Ospiti                                                                 | Competizione                                                           | Reti                                                                   | Note                                                                   |
| ---------------------------------------------------------------------- | ---------------------------------------------------------------------- | ---------------------------------------------------------------------- | ---------------------------------------------------------------------- | ---------------------------------------------------------------------- | ---------------------------------------------------------------------- | ---------------------------------------------------------------------- | ---------------------------------------------------------------------- |
| 8-6-2011                                                               | San Paolo                                                              | Brasile                                                                | 1 – 0                                                                  | Romania                                                                | Amichevole                                                             | -                                                                      |                                                                        |
| 11-6-2011                                                              | Asunción                                                               | Paraguay                                                               | 2 – 0                                                                  | Romania                                                                | Amichevole                                                             | -                                                                      |                                                                        |
| 11-10-2011                                                             | Tirana                                                                 | Albania                                                                | 1 – 1                                                                  | Romania                                                                | Qual. Euro 2012                                                        | -                                                                      |                                                                        |
| 29-2-2012                                                              | Bucarest                                                               | Romania                                                                | 1 – 1                                                                  | Uruguay                                                                | Amichevole                                                             | -                                                                      | 62’                                                                    |
| 15-8-2012                                                              | Lubiana                                                                | Slovenia                                                               | 4 – 3                                                                  | Romania                                                                | Amichevole                                                             | -                                                                      | 80’                                                                    |
| 14-11-2012                                                             | Bucarest                                                               | Romania                                                                | 2 – 1                                                                  | Belgio                                                                 | Amichevole                                                             | -                                                                      | 69’                                                                    |
| 14-8-2013                                                              | Bucarest                                                               | Romania                                                                | 1 – 1                                                                  | Slovacchia                                                             | Amichevole                                                             | -                                                                      |                                                                        |
| 11-10-2013                                                             | Andorra la Vella                                                       | Andorra                                                                | 0 – 4                                                                  | Romania                                                                | Qual. Mondiali 2014                                                    | -                                                                      |                                                                        |
| 19-11-2013                                                             | Bucarest                                                               | Romania                                                                | 1 – 1                                                                  | Grecia                                                                 | Qual. Mondiali 2014                                                    | -                                                                      | 26’                                                                    |
| 8-10-2016                                                              | Erevan                                                                 | Armenia                                                                | 0 – 5                                                                  | Romania                                                                | Qual. Mondiali 2018                                                    | -                                                                      |                                                                        |
| 15-11-2016                                                             | Groznyj                                                                | Russia                                                                 | 1 – 0                                                                  | Romania                                                                | Amichevole                                                             | -                                                                      | 66’                                                                    |
| 26-3-2017                                                              | Cluj-Napoca                                                            | Romania                                                                | 0 – 0                                                                  | Danimarca                                                              | Qual. Mondiali 2018                                                    | -                                                                      | 76’                                                                    |
| 10-6-2017                                                              | Varsavia                                                               | Polonia                                                                | 3 – 1                                                                  | Romania                                                                | Qual. Mondiali 2018                                                    | -                                                                      | 60’                                                                    |
| Totale                                                                 |                                                                        | Presenze                                                               | 13                                                                     |                                                                        | Reti                                                                   | 0                                                                      |                                                                        |

## Palmarès

### Club

#### Competizioni nazionali
- Coppa di Romania: 2

Steaua Bucarest: 2010-2011, 2014-2015
- Campionato rumeno: 4

Steaua Bucarest: 2012-2013, 2013-2014, 2014-2015
CFR Cluj: 2020-2021
- Supercoppa di Romania: 1

Steaua Bucarest: 2013
- Coppa di Lega rumena: 1

Steaua Bucarest: 2014-2015
- Campionato turco: 1

Galatasaray: 2017-2018